# Orléanais
Orléanais este o regiune istorică și culturală franceză, corespunzând unei vechi provincii, apoi unei generalități, a cărei capitală este Orléans. Această denumire a succedat celei de comitat, apoi de ducat, de la urcarea pe tron a ultimului conte de Orléans, Hugo Capet, în 987, până la Revoluția Franceză.
De-a lungul existenței sale, provincia a putut include diverse regiuni naturale, precum Beauce, Puisaye, Sologne, Gâtinais, Blésois și Vendômois. În prezent, ea este împărțită între mai multe departamente, corespunzând în mare parte Loiret și Loir-et-Cher, dar extinzându-se și asupra departamentelor Cher, Yonne, Eure-et-Loir, Essonne, Seine-et-Marne, Yvelines și Sarthe. Prin urmare, ea semăna în mare măsură cu jumătatea nordică a actualei regiuni Centre-Val de Loire.
Orléanais a reunit astfel numeroase orașe, precum Orléans, capitala sa istorică, dar și Blois, Étampes, Chartres, Rambouillet, Romorantin-Lanthenay, Montargis, Vendôme, Gien sau Châteaudun.
Provincia a fost ridicată la rang de ducat în apanaj în anul 1344. Cât despre generalitate, aceasta a fost înființată în 1558 și a fost desființată în 1790, odată cu crearea departamentelor.

## Istorie

### Originile comitatului
La fel ca și comitatele învecinate, împrejurimile vechii cetăți Cenabum au fost ridicate la rang de comitat semi-autonom la scurt timp după cucerirea teritoriului de către regele franc Clovis, în anul 486, însă identitatea primilor conți aflați în funcție este necunoscută.
În anul 511, Clovis a convocat la Orléans un conciliu important atât din punct de vedere religios, cât și politic.
În urma împărțirii în patru a regatului lui Clovis, Orléans devine capitala regatului Orléans.
Încă de la începutul Evului Mediu, Orléans era unul dintre cele mai bogate trei orașe din Franța, alături de Rouen și Paris, datorită apropierii sale de acesta din urmă și poziției sale strategice pe Loara.

### Atașarea la domeniul regal

#### Feuda Capetienilor
Hugo Capet a fost ultimul conte ereditar de Orléans. Încoronarea sa ca rege al Franței în anul 987 a făcut ca titlul de conte să devină caduc.

#### Ducatul în apanaj
Titlul de duce de Orléans este un titlu feudal creat inițial în 1344 de către regele Filip al VI-lea al Franței pentru al doilea fiu al său, Filip. Titlul putea fi transmis descendenților titularului; atunci când devenea disponibil (adică atunci când titularul nu lăsa moștenitori), ducatul de Orléans era oferit tradițional ca apanaj unui fiu cadet al regelui Franței. În total, zece fii cadeți ai regilor Franței au purtat titlul de duce de Orléans, însă doar șase dintre ei au beneficiat efectiv de acest feud.
Orléanais a fost ultimul apanaj care a revenit Coroanei, odată cu accesiunea la tronul Franței a ultimului duce de Orléans apanagist, Ludovic-Filip I, la 9 august 1830. Este de remarcat faptul că Revoluția Franceză pusese capăt apanajelor teritoriale prin decretul din 21 decembrie 1790, înlocuindu-le cu indemnizații. Totuși, la urcarea sa pe tron în 1814, Ludovic al XVIII-lea a decis să respecte acest decret, cu excepția apanajului Orléans, care a fost reconstituit în beneficiul lui Ludovic-Filip de Orléans, viitorul rege al francezilor.

#### Generalitatea
În timp ce primele generalități au fost create încă din 1542, sub domnia lui Francisc I, generalitatea de Orléans nu a fost înființată decât în 1558, printr-un edict datat din luna august. Desființată la scurt timp după aceea, a fost reînființată în 1575, în aplicarea edictului din septembrie 1573.
Generalitatea a găzduit o reuniune a Stărilor Generale în 1560.
A fost desființată definitiv după Revoluția Franceză.

### Continuitate
Deși Orléanais nu mai există oficial din 1790, un concurs Miss Orléanais a fost organizat între 1993 și 2015. În 2013, provincia a fost reprezentată de Flora Coquerel la concursul Miss France 2014, pe care l-a câștigat. Ulterior, ea a reprezentat Franța la Miss World 2014, unde nu s-a clasat, și la Miss Universe 2015, unde a terminat pe locul al patrulea.

## Geografie
Orléanais se întinde pe o parte a teritoriului fostei provincii romane Gallia Lugdunensis.
Ca și în cazul tuturor fostelor provincii franceze, delimitarea exactă a Orléanais rămâne incertă, în special din cauza coexistării mai multor sisteme de împărțire teritorială sub Vechiul Regim. Astfel, diocezele, pays d'élection, guvernămintele și seneșalatele nu aveau aceleași limite și se puteau suprapune. În plus, conturul provinciilor putea varia în timp.
Unii geografi au criticat puternic ideea de provincii și identitate provincială, mergând până la a nega că acest concept are o realitate tangibilă. În consecință, listele și hărțile care enumeră provinciile Franței nu sunt nici perfect suprapuse, nici pe deplin comparabile.
În cazul Orléanais, cel mai clar exemplu este Gâtinais, care depindea de generalitatea de Orléans, dar făcea parte din guvernământul Île-de-France. Astfel, apartenența sa la o anumită provincie este dificil de stabilit cu precizie.
Orléanais acoperă cea mai mare parte a departamentelor Loiret și Loir-et-Cher, cu excepția câtorva comune care aparțineau unor provincii vecine, precum Berry sau Perche. De asemenea, se întinde pe o treime din Eure-et-Loir, o parte din Yonne, în jurul regiunii Puisaye, sudul departamentului Essonne, precum și câteva comune din Yvelines, Seine-et-Marne, Indre-et-Loire, Cher și Sarthe.
Din punct de vedere al regiunilor moderne, Orléanais acoperă estul și nordul regiunii Centre-Val de Loire, precum și nord-vestul Burgundiei și sudul Île-de-France. Comunele din Sarthe fac parte din Pays de la Loire.
Orléanais este, alături de Berry și Touraine, una dintre cele trei mari provincii istorice ale actualei regiuni Centre-Val de Loire.
Orléanais prezintă peisaje variate, caracteristice regiunilor naturale Beauce, Blésois, pădurea Orléans, Gâtinais, Giennois, Puisaye, Sologne, Valea Loarei, Vendômois și Bas-Vendômois.

Orléanais în limitele sale din secolul al XVIII-lea și comunele și departamentele actuale..

## Administrație
Teritoriul Orléanais se suprapune în totalitate sau parțial cu provinciile ecleziastice ale arhiepiscopiilor de Sens și Paris, cu provincia fiscală din Vechiul Regim a generalității de Orléans și cu domeniul regal francez.